# مودنا (یوتا)
مودنا (به انگلیسی: Modena) یک منطقهٔ مسکونی در ایالات متحده آمریکا است که در شهرستان آیرون، یوتا واقع شده‌است. مودنا ۱٬۶۶۹٫۱۱ متر بالاتر از سطح دریا واقع شده‌است.